# لاکتیتول
لاکتیتول (به انگلیسی: Lactitol) یک ترکیب شیمیایی با شناسه پاب‌کم ۱۵۷۳۵۵ است. 